# Rose Lavelle
Rosemary Kathleen Lavelle (Cincinnati, Ohio, Estados Unidos; 14 de mayo de 1995) más conocida como Rose Lavelle, es una futbolista estadounidense. Juega como centrocampista y su equipo actual es el NJ/NY Gotham FC de la NWSL de Estados Unidos. Formó parte del equipo que ganó la Copa Mundial Femenina de la FIFA de 2019 en Francia.

## Clubes
| Club               | País           | Año             |
| ------------------ | -------------- | --------------- |
| Dayton Dutch Lions | Estados Unidos | 2014            |
| Seattle Sounders   | Estados Unidos | 2015            |
| Dayton Dutch Lions | Estados Unidos | 2016            |
| Boston Breakers    | Estados Unidos | 2017            |
| Washington Spirit  | Estados Unidos | 2018 - 2020     |
| Manchester City    | Inglaterra     | 2020 - 2021     |
| NJ/NY Gotham       | Estados Unidos | 2021 - presente |

## Palmarés

### Campeonatos nacionales
| Título         | Club            | País       | Año     |
| -------------- | --------------- | ---------- | ------- |
| Women's FA Cup | Manchester City | Inglaterra | 2019-20 |

### Campeonatos internacionales
| Título                           | Selección      | Sede           | Año  |
| -------------------------------- | -------------- | -------------- | ---- |
| Torneo de Naciones               | Estados Unidos | Estados Unidos | 2018 |
| Premundial Femenino Concacaf     | Estados Unidos | Estados Unidos | 2018 |
| Mundial Femenino                 | Estados Unidos | Francia        | 2019 |
| Copa SheBelieves                 | Estados Unidos | Estados Unidos | 2020 |
| Preolímpico femenino de Concacaf | Estados Unidos | Estados Unidos | 2020 |
| Juegos Olímpicos                 | Estados Unidos | Tokio          | 2020 |

### Distinciones individuales
| Distinción                | Evento                                    | Año  |
| ------------------------- | ----------------------------------------- | ---- |
| Balón de Oro              | Campeonato Femenino Sub-20 de la Concacaf | 2014 |
| Balón de Bronce           | Copa Mundial Femenina de Fútbol           | 2019 |
| Equipo Mundial del Año    | IFFHS                                     | 2019 |
| Mejor Once                | National Women's Soccer League            | 2019 |
| Mejor Once                | NWSL Challenge Cup 2020                   | 2020 |
| Mejor Once de la Concacaf | IFFHS                                     | 2022 |